# Maksymilian Dionizy Woroniecki
Maksymilian Dionizy Woroniecki herbu Korybut (zm. 12 listopada 1797 roku) – książę, podkomorzy Jego Królewskiej Mości, starosta zwinogrodzki w latach 1747-1779, starosta rożnowski. Poseł województwa bracławskiego na sejm 1748 roku. Jako poseł bracławski na Sejmie Rozbiorowym 1773-1775 wszedł w skład delegacji wyłonionej pod naciskiem dyplomatów trzech państw rozbiorczych, mającej przeprowadzić rozbiór.
Członek konfederacji 1773 roku. Na Sejmie Rozbiorowym 1773-1775  został wybrany przez króla Stanisława Augusta Poniatowskiego do Rady Nieustającej.
Konsyliarz konfederacji Andrzeja Mokronowskiego w 1776 roku. 
W 1747 roku został odznaczony  Orderem Świętego Huberta.